# (6266) Letzel
(6266) Letzel es un asteroide perteneciente al cinturón de asteroides, región del sistema solar que se encuentra entre las órbitas de Marte y Júpiter, más concretamente a la familia de Levin, descubierto el 4 de octubre de 1986 por Antonín Mrkos desde el Observatorio Kleť, České Budějovice, República Checa.

## Designación y nombre
Designado provisionalmente como 1986 TB3. Fue nombrado Letzel en homenaje a Jan Letzel, arquitecto checo representante del modernismo, trabajó en Japón desde 1907 hasta 1923. Diseñó la Sala de Exposiciones Comerciales de la prefectura de Hiroshima en 1915. Este edificio, el más elegante de la ciudad, se hizo mundialmente famoso como el Domo Genbaku o el Domo de la bomba atómica, símbolo eterno en ruinas de la tragedia de Hiroshima el 6 de agosto de 1945.

## Características orbitales
Letzel está situado a una distancia media del Sol de 2,272 ua, pudiendo alejarse hasta 2,686 ua y acercarse hasta 1,858 ua. Su excentricidad es 0,182 y la inclinación orbital 5,175 grados. Emplea 1251,44 días en completar una órbita alrededor del Sol.

## Características físicas
La magnitud absoluta de Letzel es 13,6. Tiene 4,734 km de diámetro y su albedo se estima en 0,37. 